# ماريو سونليتنر
ماريو سونليتنر (بالألمانية: Mario Sonnleitner)‏ (8 أكتوبر 1986 في النمسا - ) هو لاعب كرة قدم نمساوي في مركز الدفاع. شارك مع منتخب النمسا تحت 21 سنة لكرة القدم. أما مع النوادي، فقد لعب مع رابيد فيينا وشتورم غراتس وغراتزر أي كاي وKapfenberger SV ‏.

## وصلات خارجية
- ماريو سونليتنر على موقع قاعدة بيانات كرة القدم.إي يو (الإنجليزية)
- ماريو سونليتنر على موقع Soccerway.com (الإنجليزية)
- ماريو سونليتنر على موقع عالم كرة القدم.نت (الإنجليزية)
- ماريو سونليتنر على موقع AS.com (الإسبانية)